# Isopeda subalpina
Isopeda subalpina là một loài nhện trong họ Sparassidae.
Loài này thuộc chi Isopeda. Isopeda subalpina được Arthur Stanley Hirst miêu tả năm 1992.